# Auf zwei Planeten

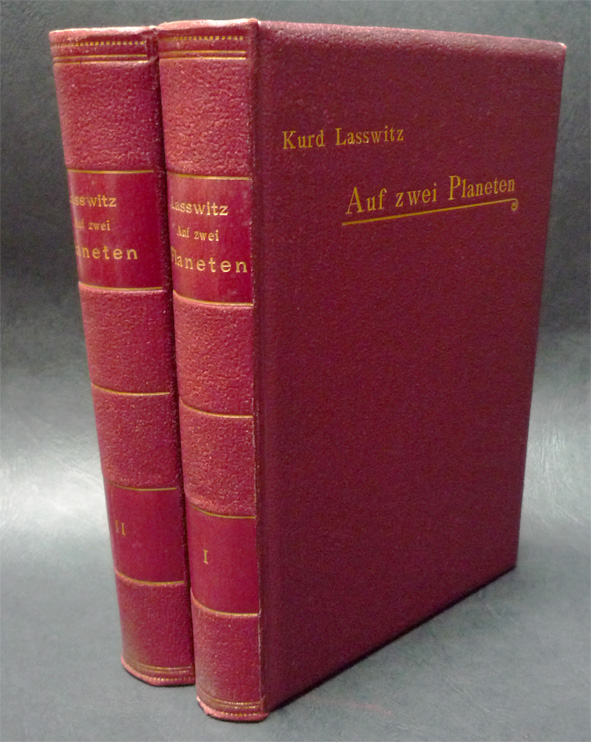
Auf zwei Planeten (Originalausgabe, Emil Felber, Weimar 1897)

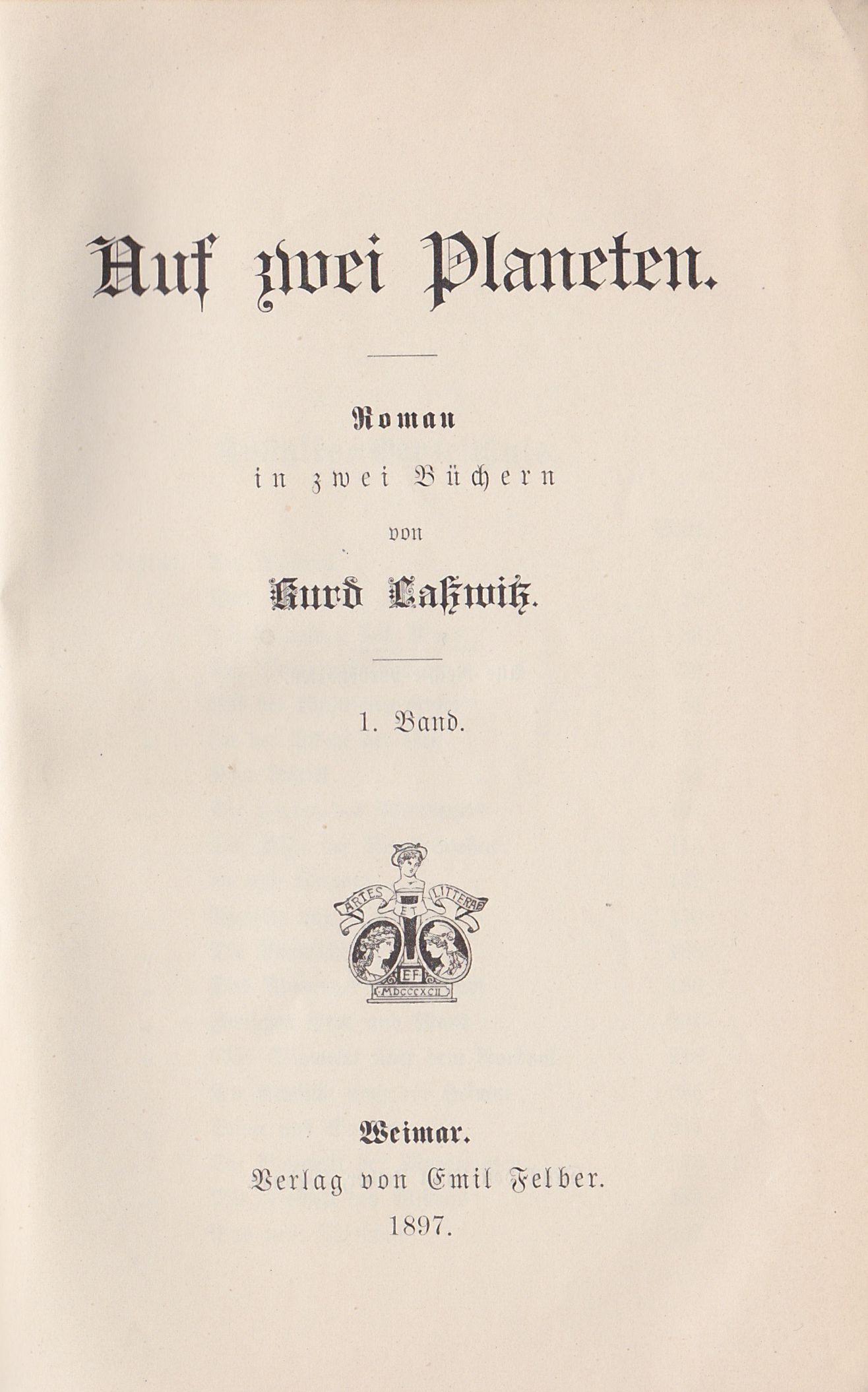
Titelblatt des ersten Bandes von Auf zwei Planeten aus dem Jahre 1897

Auf zwei Planeten ist ein 1897 erschienener Science-Fiction-Roman des deutschen Schriftstellers Kurd Laßwitz. Die Handlung beschreibt eine Realität, in der Marsmenschen und Erdlinge Ende des 19. Jahrhunderts aufeinander treffen. Weiterhin werden die Folgen und die resultierenden Konflikte dieser zunächst freundlichen Begegnung gezeigt. Deren Umschwung ist nicht zuletzt dem Umstand geschuldet, dass die Außerirdischen auf ihrem Planeten seit Generationen keinen Krieg mehr kennen.

## Handlung
Ende des 19. Jahrhunderts entdecken der Direktor der Abteilung für wissenschaftliche Luftschifffahrt Hugo Torm, der Naturforscher Josef Saltner und der Astronom Grunthe in einem Gasballon den Nordpol. An dem Ort, an dem laut ihren Berechnungen der Pol liegen sollte, finden sie eine offenbar künstliche Insel, die auf ihrer Oberfläche eine unvollständige Karte der Erde aufweist. Nach einer kurzen Unterredung entscheiden die drei Männer, dass es sich hier offensichtlich um Bewohner nichtmenschlicher Natur handelt. Nachdem Saltner die Karte fotografiert und Torm eine Brieftaube mit einer Nachricht über die sensationelle Entdeckung losgeschickt hat, versuchen die Männer, der unbekannten Macht zu entfliehen.
Dieses Vorhaben wird durch einen unerklärlichen, immer stärker werdenden Sog über der Insel in die Höhe zum Scheitern verurteilt. Schnell wird klar, dass für dieses Phänomen die Bewohner der Insel, Lebewesen vom Mars, „Martier“, verantwortlich sind.
Der Sog wurde aber nicht willentlich aufgrund des Ballons aktiviert, sondern weil gerade der Transport eines Schiffes von der Insel zur Weltraumstation über dem Pol stattfindet. In diesen von der Insel aus gesteuerten Sog wurden die Wissenschaftler gezogen. Nachdem das Schiff die Weltraumstation erreicht hat, wird der Sog abgeschaltet und der Ballon fällt in das Wasser nahe der Insel. Die Martier verlassen ihre Basis, um in der gegenüber dem Mars dreifach höheren Schwerkraft der Erde die Männer zu bergen.
Als Grunthe und Saltner erwachen, finden sie sich wohlumsorgt, Torm hingegen scheint verloren, denn er wurde nicht gefunden. Zwei Martier-Frauen, La und Se, kümmern sich um die beiden. Saltner sagt diese Behandlung sehr zu, Grunthe hingegen verhält sich distanziert. Nach kurzen Verständigungsschwierigkeiten (die Martier hatten bis jetzt nur Inuit kennen gelernt) erhalten die Menschen von ihren Gastgebern alle Gegenstände, die aus der Absturzstelle geborgen werden konnten, darunter ein Buch, von dessen Besitz sie nichts wussten, ein Wörterbuch Deutsch-Martisch. Dass dieses Buch die Handschrift von Friedrich Ell, einem Freund Torms, trägt, schürt den Verdacht, dass dieser bereits Kontakt mit den Martiern aufnehmen konnte. Grunthe erinnert sich, dass Ell die treibende Kraft hinter der Expedition war, also erwarten konnte, dass sie die Martier treffen würden.
Über die Beweggründe der Martier ist sich zu diesem Zeitpunkt noch keiner der beiden klar. Sie zeigen sich sehr freundlich und hilfsbereit. Sie erzählen von ihrem Heimatplaneten, der seit Jahrhunderten keinen Krieg kennt, und rühmen sich des martischen Wesens – ihres Zeichens die Vernunft und Kultur der Martier. Sie werden als hochintelligentes Volk beschrieben, das alle Techniken gemeistert hat, um sich voll und ganz auf seine Bildung zu konzentrieren. Jedoch sind die Martier fasziniert von der Sonnenenergie, die die Erde aufweist – ein Vielfaches der auf ihrem Heimatplaneten.
Saltner und Grunthe hegen den Wunsch, in ihr Heimatland zu gehen, was von den Martiern abgetan, jedoch nicht verneint wird. Grund dafür ist, dass die Martier auf die Ankunft eines martischen Botschafters warten, der die Menschen offiziell begrüßen möchte. Von ihm erwarten sie neue Befehle. Während sie auf den Botschafter warten, entwickelt sich zwischen Saltner und La eine liebevolle Beziehung. Da die Martier die Menschen jedoch ein wenig herablassend ansehen und Liebesbeziehungen unter Martiern nicht exklusiver Natur zu sein scheinen, wird die Tragkraft dieser Entwicklung entschärft. Bei einem Ausflug entdecken die Martier, dass Torn den Fallschirm benutzte, bevor der Ballon aufschlug. Er könnte also noch leben.
Die beiden Menschen werden auf die Raumstation eingeladen, um den Abflug eines Schiffes zum Mars zu beobachten. Dabei bemerken sie erneut den weitaus höheren Entwicklungsstand der Technik der Martier, allem voran die Fähigkeit zur Veränderung der Schwerkraft jedes Objektes, worin auch die Hauptantriebsenergie ihrer Raumschiffe liegt.
Nach einigen Tagen erscheint Ill, eine Führungspersönlichkeit der Martier, und lädt die beiden Menschen ein, zum Mars zu kommen. Die Nordpolinsel wird aufgrund der harten Wetterbedingungen zu dieser Zeit jedenfalls verlassen sein – den beiden Menschen bleibt also faktisch keine Wahl. Nach einem Streitgespräch mit Grunthe, in dem dieser trotz seiner hohen Intelligenz dem Martier unterliegt, wird ein Kompromiss gefunden: Grunthe wird in einem fliegenden Schiff nach Deutschland gebracht, Saltner wird mit zum Mars gehen.
Zur gleichen Zeit wird das Geschehen um Friedrich Ell, den Autor des Wörterbuches, und Isma Torm, Ehefrau des scheinbar verlorenen Hugo Torm, im deutschen Städtchen Fridau beleuchtet. Ell, dessen Vater All der einzige Überlebende einer der ersten martischen Erdlandungen war, hält seine Identität als Halbmartier bedeckt. Schnell wird klar, dass er Isma liebt, die Beziehung zwischen ihr und Hugo jedoch respektiert.
Bei einem Treffen der zwei Freunde wird das Telegramm der Brieftaube geliefert. Die beiden wissen nun, dass die Expeditionsgruppe auf die Insel traf.
Einige Tage darauf erscheinen Grunthe sowie Ill in Fridau – Ill erklärt Ell, dass All der Bruder Ills war. Ill ist somit Ells Onkel.
Isma möchte Torm finden, Ell geht mit ihr, Grunthe bleibt.
Kurz vor dem Nordpol gibt es einen Unfall mit einem englischen Kriegsschiff, das Flugschiff der Martier kann nicht mehr nach Deutschland zurück – Ell wie auch Irma müssen nun den Mars besuchen.
Torm hat überlebt, da er von Inuit aufgenommen wurde. Durch einen martischen Apparat, der in die Zeit zurückblicken kann, sehen die Protagonisten, dass er von einem englischen Kriegsschiff gefunden wird.
Es vergehen einige Monate, bis die Nordpolstation wieder angeflogen wird. Die Beziehung zwischen La und Saltner wird intensiver. Sie meint jedoch, dass sie durch ihre Abstammung nicht mit ihm vereint sein kann. Isma wird krank und kann nicht gleich mit dem ersten Schiff zur Erde reisen. Torm probiert daraufhin, durch Ell selber auf den Mars zu kommen, um seine Frau nach nunmehr über einem Jahr endlich zu sehen.
Daraufhin entsenden die Martier Botschafter in jede europäische Stadt, um sich vorzustellen. Mehrere Bedingungen für eine Allianz zwischen Martiern und Menschen werden von den Martiern aufgestellt, die insbesondere von England nicht angenommen werden.
Die Martier besitzen Schiffe, mit denen sie sich unverwundbar gegen herkömmliche Geschosse machen – dadurch besiegen sie die Engländer ohne eigene Verluste. Die Welt schließt eine Allianz mit den Martiern.
Der anfängliche Friede mit den europäischen Ländern wird dadurch zerstört, dass sie einander wegen der Kolonien von England den Krieg erklären. Die Martier nehmen nun die Politik der Welt in ihre Hand.
Ein Jahr später kommt Torm in Deutschland an und findet sein Land von den Martiern verändert. Er wagt es nicht, seine Frau aufzusuchen, da er nicht weiß, in welchem Verhältnis sie jetzt zu ihm steht. Das anfänglich friedliche Vorgehen der Martier ist durch eine politische Veränderung auf ihrem Heimatplaneten umgeschwenkt und der Widerstand unter den Menschen verhärtet sich.
Nachdem Saltner einer Gefangennahme hat entgehen können, indem La ihn rettet, heiratet er sie. La änderte ihre Meinung, da sie einsah, dass sie ohne ihn nicht sein konnte.
Der Widerstand der Menschheit ist schlussendlich durch den Einsatz von List und der Einführung martischer Technologie erfolgreich. Die Martier werden verjagt. Die Politik auf dem Mars ändert sich, ein neues umfassendes Friedensangebot ohne Einmischung der Martier wird entsendet. Ell stirbt bei der Anreise, jedoch wohlwissend, dass die Menschen und die Martier endlich, seinem Wunsch entsprechend, in echtem Frieden leben werden.

## Ausgaben
- Kurd Laßwitz: Auf zwei Planeten. Weimar 1897. (1. Band als Digitalisat und Volltext im Deutschen Textarchiv, 2. Band als Digitalisat und Volltext im Deutschen Textarchiv)
- Kurd Laßwitz: Auf zwei Planeten. Nachwort von Rudi Schweikert (= Haidnische Alterthümer. Literatur des 18. und 19. Jahrhunderts. 1. Serie, Band 6). Zweitausendeins, Frankfurt am Main 1979, DNB 800719433.
- Kurd Laßwitz: Auf zwei Planeten. Heyne, München 1998, ISBN 3-453-13974-7.